# OGK-3
OGK-3 (russisch ОГК-3, voller Name Оптовая генерирующая компания № 3; englisch Third Generation Company of the Wholesale Electricity Market, kurz Wholesale Generation Company, WGC-3) ist ein Energieunternehmen aus Russland mit Firmensitz in Ulan-Ude. Das Unternehmen war im Aktienindex RTS des Russian Trading Systems in Moskau gelistet.
OGK-3 beschäftigt rund 6.000 Mitarbeiter (Stand: 2006). Das Unternehmen entstand am 23. November 2004 durch die Fusion von sechs Energieunternehmen. 60 Prozent von OGK-3 werden von dem russischen Konzern Unified Energy System kontrolliert.
Von OGK-3 werden folgende Wärmekraftwerke betrieben:
- Kostroma – 3600 MW (Wolgoretschensk, Oblast Kostroma)
- Tscherepet – 1285 MW (Suworow, Oblast Tula)
- Gussinoosjorsk – 1100 MW (Gussinoosjorsk, Burjatien)
- Petschora – 1060 MW (Petschora, Republik Komi)
- Juschnouralsk – 882 MW (Juschnouralsk, Oblast Tscheljabinsk)
- Charanor – 430 MW (Jasnogorsk, Region Transbaikalien)

Das Unternehmen ist nicht zu verwechseln mit den anderen russischen Unternehmen OGK-1 bis OGK-6, die aus dem ehemaligen Konzern Unified Energy System hervorgingen.